# Hejdarabad (Szahin Deż)
Hejdarabad – wieś w Iranie, w ostanie Azerbejdżan Zachodni, w szahrestanie Szahin Deż. W 2006 roku liczyła 41 mieszkańców.